# Junrey Balawing
 (Sindangan, 12 giugno 1993 – Dapitan, 28 luglio 2020) è stato un uomo filippino che ha detenuto il record di uomo più piccolo del mondo certificato dal Guinness dei primati; nel 2011, anno della certificazione, risultava essere alto 59,93 cm. Tale dichiarazione avvenne durante la celebrazione del diciottesimo compleanno di Balawing. Secondo lo stesso Guinness dei primati, Balawing aveva battuto il precedente record di Khagendra Thapa Magar, nepalese la cui altezza era di 67 cm..

## Biografia
La sua crescita fisica si interruppe all'età di un anno. Balawing, figlio di un fabbro e nato in una famiglia in condizioni economiche precarie, nacque e visse a Sindangan, nella provincia di Zamboanga del Norte, nelle Filippine meridionali. Era considerato l'uomo più piccolo vivente ma non il più piccolo di sempre, poiché quest'ultimo primato rimase a Gul Mohammed, uomo indiano la cui altezza massima era stata di soli 57 cm e che era morto il 1º ottobre 1997.
Inoltre nel febbraio 2012, Chandra Bahadur Dangi, nepalese alto 54,6 cm, fu dichiarato l'uomo adulto più piccolo della storia la cui età fosse stata accertata. Junrey Balawing, di conseguenza, mantenne il titolo di persona vivente più bassa al mondo per meno di un anno.
Tuttavia, a seguito della morte di Bahadur Dangi avvenuta il 3 settembre 2015, Balawing tornò a essere la persona vivente di sesso maschile di minore statura al mondo, fino alla propria morte, occorsa il 28 luglio 2020 all'età di 27 anni; Balawing era stato ricoverato in ospedale alcuni giorni prima, a causa di una polmonite.
Nell'ultimo periodo della propria vita, Balawing aveva risieduto nella località di Dapitan con i suoi familiari.